# Helge-Pross-Preis
Der Helge-Pross-Preis ist ein Wissenschaftspreis, der vom Forschungsinstitut für Geistes- und Sozialwissenschaften (figs) der Universität Siegen verliehen wird. Mit dem in dreijährlichem Turnus seit 1994 verliehenen Preis werden Wissenschaftler für herausragende Leistungen auf dem Gebiet der Familien- und Geschlechterforschung ausgezeichnet. Der Preis ist mit 5000 € dotiert (Stand 2017) und wurde 1993 in Zusammenarbeit des Forschungsinstitutes mit der Zeitschrift Brigitte auf Initiative des Fachbereiches Soziologie an der Universität Siegen eingerichtet. Namensgeberin des Preises ist die deutsche Soziologin Helge Pross. Zwischen 2007 und 2017 wurde der Preis nicht vergeben.
Die Justus-Liebig-Universität Gießen vergibt seit 2013 noch einen Universitäts-internen Helge-Agnes-Pross-Förderpreis.

## Preisträger
- 1994: Hildegard Maria Nickel, Humboldt-Universität zu Berlin
- 1997: Maria S. Rerrich, Hochschule für angewandte Wissenschaften München
- 2000: Margaret Maruani, Institut de recherche sur les sociétés contemporaines, Paris
- 2004: Michael Meuser, Essener Kolleg für Geschlechterforschung der Universität Duisburg-Essen
- 2007: Cornelia Helfferich, Evangelische Hochschule Freiburg i. Br.
- 2017: Jutta Allmendinger, Wissenschaftszentrum Berlin für Sozialforschung
- 2022: Paula-Irene Villa Braslavsky, LMU München
- 2025: Andrea Maihofer, Universität Basel[2]